# Langa de Duero
Langa de Duero est une ville d'Espagne sur le Douro, dans la communauté autonome de Castille-et-León. Cette localité est également vinicole, et fait partie de l’AOC Ribera del Duero.
Située au bord du fleuve Douro, Langa de Duero compte 823 habitants (2010).